# Большевик (Рогнединский район)
Большеви́к — посёлок в Рогнединском районе Брянской области, входит в состав Тюнинского сельского поселения.

## География
Посёлок находится в северной части Брянской области, на расстоянии приблизительно 15 км (по прямой) к северо-западу от посёлка Рогнедино, административного центра района.

## История
Возник в первой половине XX века. На карте 1941 года отмечен как безымянное поселение.

## Население
| 2010 | 2013 |
| ---- | ---- |
| 3    | ↘2   |

### Национальный состав
Согласно результатам переписи 2002 года, в национальной структуре населения русские составляли 100 % из 19 чел.